# エヌティー
エヌティーは、大阪府大阪市東住吉区に本社を置く、世界で初めてシャープナイフ（現在名、カッターナイフ）の開発・商品化に成功した日本の刃物会社であり、「NTカッター」の製造販売などを行っている企業。

## 概要
1948年8月に、井畑養三が、「井畑商店」を創業しオフセット印刷用転写紙の製造、販売を開始した。その後、「日本転写紙株式会社」を設立し、転写紙を主に製造・販売を手掛けていた。
オルファの創業者の岡田良男が、1956年に刃を折る方式のナイフの考案事業化を試みるため、日本転写紙株式会社に協力を求めるとともに、自ら会社役員として在籍した。その後1959年に、考案した内容を「発明者を岡田良男、出願人を日本転写紙株式会社」として特許を出願・取得し日本転写紙株式会社から「シャープナイフ」を発売した。世界初のシャープナイフ（現在名、カッターナイフ）の商品化に成功する。
1960年には、ブランドを「NTカッター」に決定。この際、現在代名詞になってる「カッター」の呼称を初めて使用した。「量産型A型」発売する。以降、カッターナイフの開発を進め会社名を「エヌティー株式会社」に変更し、当社の主力商品となった。

## 沿革
参照
- 1948年（昭和23年）8月 - 創業者、井畑養三が「井畑商店」を創業、オフセット印刷用転写紙の製造、販売を開始。
- 1953年（昭和28年）4月 -「日本転写紙株式会社」設立。
- 1955年（昭和30年）- 東京都中央区に出張所を設立、さらに転写紙の販路拡大を進める。
- 1959年（昭和34年）- 特許NTカッターを開発し「シャープナイフ」発売。世界で初めてシャープナイフ（現在名、カッターナイフ）の商品化に成功。
- 1961年（昭和36年）- ブランドを「NTカッター」に決定（カッターの呼称を初めて使用）。同年、「量産型A型」を発売。西ドイツ、フランクフルトの見本市に出品、輸出開始。
- 1963年（昭和38年）- 東京都練馬区に東京支店を新設。デザインナイフ「D-300」（最初のペン型ナイフ）発売。
- 1964年（昭和39年）- 同年より毎年、全国主要都市各地で印刷展、発明展、見本市、包装展に出品。
- 1968年（昭和43年）- カッターで初めて、通商産業省グッドデザイン賞にエヌティーA型、S型選定。
- 1971年（昭和46年）- 片面完全フラット型カッター「F-650」発売。
- 1976年（昭和51年）- L型カッター「L-550」（愛称 赤ギザ）発売。
- 1977年（昭和52年）- 世界で初めてカートリッジカッターを開発し「A-900」発売。初の円切りカッター「C-2500」発売。
- 1982年（昭和57年）- 新研磨具特許NTドレッサーを開発、製造販売を開始。
- 1986年（昭和61年）- 写真製版の増加により転写紙の製造、販売を中止。
- 1987年（昭和62年）- 代表取締役社長に井畑和彦就任。
- 1988年（昭和63年）- 「エヌティー株式会社」に社名変更。
- 1989年（平成元年）- エヌティー貿易有限会社を設立。
- 2003年（平成15年）- 創立50周年を迎え、半世紀を越える。
- 2015年（平成27年）4月 - 代表取締役社長に井畑卓也就任。
- 2017年（平成29年） - グッドデザイン・ロングライフデザイン賞に「AD-2P」選定。

## 製品
- NTカッターの製造販売
- 産業用薄刃刃物の製造販売
- NTドレッサーの製造販売
- 産業用研磨具の製造販売
- 国内及び海外（約100数ヶ国）への販売活動